# Astragalus campylorhynchus
Astragalus campylorhynchus là một loài thực vật có hoa trong họ Đậu. Loài này được Fisch. & C. Mey. miêu tả khoa học đầu tiên năm 1835.